# Harlan (Iowa)
Harlan è una città degli Stati Uniti d'America, situata nello Stato dell'Iowa, nella Contea di Shelby, della quale è il capoluogo.